# Mengquan
Mengquan är en köpinghuvudort i Kina. Den ligger i provinsen Hunan, i den södra delen av landet, omkring 200 kilometer nordväst om provinshuvudstaden Changsha. Antalet invånare är 62 636. Befolkningen består av 31 314 kvinnor och 31 322 män. Barn under 15 år utgör 14,0 %, vuxna 15-64 år 74 %, och äldre över 65 år 11,0 %.
Runt Mengquan är det tätbefolkat, med 383 invånare per kvadratkilometer. Mengquan är det största samhället i trakten. I omgivningarna runt Mengquan växer i huvudsak blandskog.
Genomsnittlig årsnederbörd är 1 706 millimeter. Den regnigaste månaden är maj, med i genomsnitt 303 mm nederbörd, och den torraste är december, med 32 mm nederbörd.